# Leonid Alexandrowitsch Schamkowitsch
Leonid Alexandrowitsch Schamkowitsch (russisch Леонид Александрович Шамкович; * 1. Juni 1923 in Rostow am Don, Südrussland; † 22. April 2005 in Brooklyn, New York City) war ein sowjetischer, später US-amerikanischer Schachspieler.

## Leben

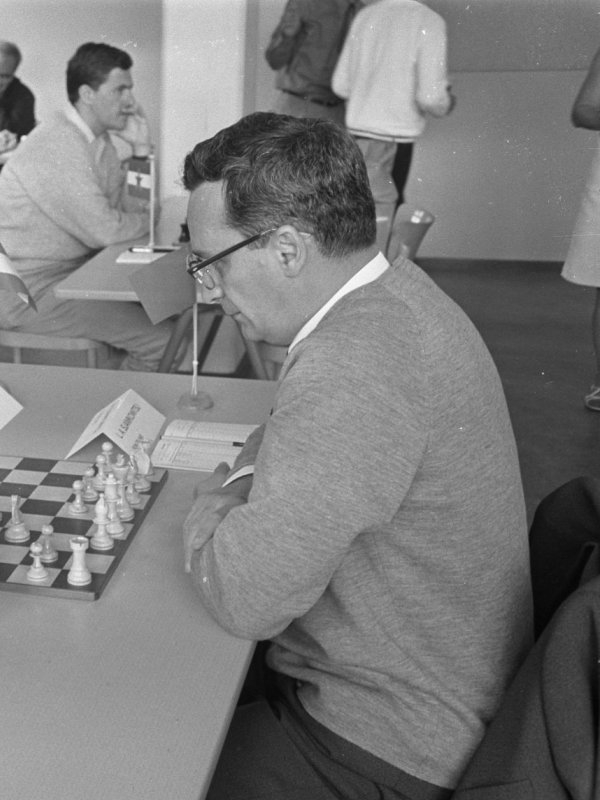
Leonid Schamkowitsch, 1968

Leonid Schamkowitsch studierte in Leningrad Ingenieurwissenschaften, brach das Studium jedoch kurz vor dem Abschluss ab und widmete sich ganz dem Schach. Da seine Turnierergebnisse jedoch schwankend waren und er sich nicht in der absoluten Spitze der sowjetischen Spieler etablieren konnte, durfte er nur selten Turniere im westlichen Ausland bestreiten.
Im Jahre 1962 erhielt er von der FIDE den Titel Internationaler Meister, 1965 den Titel Großmeister verliehen.
Im Jahre 1974 emigrierte er, als dritter sowjetischer Großmeister nach Wladimir Liberson und Anatoli Lein, nach Israel. Von dort ging er 1975 nach Kanada, erhielt jedoch keine unbefristete Aufenthaltserlaubnis. Schließlich ließ er sich 1976 in den Vereinigten Staaten nieder, wo er als Autor und Schachtrainer arbeitete und 1983 die US-amerikanische Staatsbürgerschaft annahm.
Mit der Mannschaft der USA nahm er an der Schacholympiade 1980 teil.
Seine beste historische Elo-Zahl vor Einführung der Elo-Zahlen war 2675 im Januar 1966.
Schamkowitsch litt im Alter an Krebs und der Parkinson-Krankheit.
Er war dreimal verheiratet und hatte einen Sohn.

## Turniererfolge

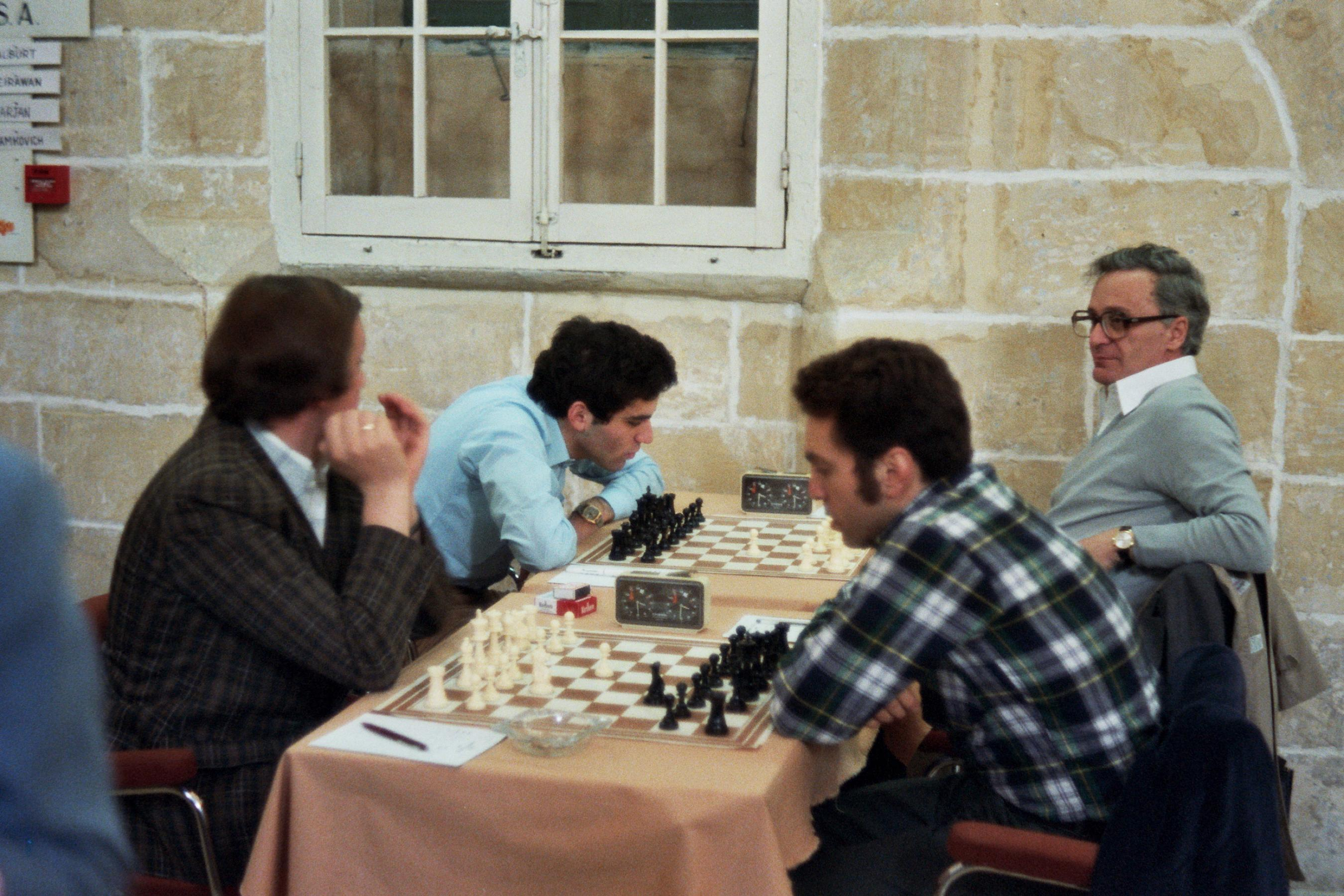
UdSSR – Olympiasieger (Sowjetunion – USA, Brett 3 und 4: Juri Balaschow – James Tarjan, Garri Kasparow – Leonid Schamkowitsch), Schacholympiade 1980 in Valletta.

- Stadtmeisterschaft Moskau 1961: 2. Platz nach Stichkampf gegen Dawid Bronstein
- UdSSR-Meisterschaft 1965: 5./6. Platz
- Marienbad 1965: 3. Platz
- Salgótarján 1967: 1.–3. Platz mit István Bilek und László Bárczay
- Sotschi 1967: 1.–5. Platz mit Alexander Saizew, Wladimir Simagin, Nikolai Krogius und Boris Spasski
- Konstanza 1969: 1. Platz
- Canadian Open 1975: 1. Platz
- New York 1976: 1. Platz
- US-Meisterschaft 1978: 3./4. Platz

## Autor
Schamkowitsch trat auch als Autor von Schachbüchern in Erscheinung. Sein 1971 in russischer Sprache erschienenes Buch Schertwa w schachmatach wurde 1976 unter dem Titel Chess sacrifices (ISBN 0900928999) ins Englische übersetzt. Später verfasste er mehrere Bücher zusammen mit Eric Schiller: Play the Tarrasch (1984, ISBN 008029748X), Spanish gambits (1986, ISBN 0020290209),  Kasparov’s opening repertoire (1990, ISBN 0020298110) und World champion tactics (1999, ISBN 1580420052). Zusammen mit Michael Khodarkovsky veröffentlichte er A new era. How Garry Kasparov changed the world of chess (1997, ISBN 034540890X).